# Speechless (Robin Schulz)
Speechless è un singolo del DJ tedesco Robin Schulz, pubblicato il 16 novembre 2018.
Il singolo ha visto la partecipazione alla parte vocale della cantante finlandese Erika Sirola.

## Video musicale
Il video musicale è stato pubblicato il 16 novembre 2018 sul canale YouTube del DJ ed è stato girato in India.

## Classifiche
| Classifica (2019) | Posizione massima |
| ----------------- | ----------------- |
| Italia            | 76                |
| Lussemburgo       | 3                 |